# Gerry Byrne
Gerald 'Gerry' Byrne (* 29. srpen 1938, Liverpool – 28. listopad 2015, Wrexham) byl anglický fotbalista. Nastupoval povětšinou na postu krajního obránce.
S anglickou reprezentací vyhrál mistrovství světa roku 1966, byť na závěrečném turnaji do bojů nezasáhl. Za národní tým sehrál 2 utkání.
Celou svou kariéru (1957–1969) strávil v FC Liverpool. V sezóně 1965/66 se s ním probojoval do finále Poháru vítězů pohárů. Dvakrát se s ním stal mistrem Anglie (1963/64, 1965/66), jednou získal národní pohár FA Cup (1964/65).